# Mariàngela Vilallonga i Vives
Mariàngela Vilallonga Vives (Girona, 3 d'abril de 1952) és catedràtica emèrita de Filologia Llatina a la Universitat de Girona. Entre 2017 i 2019 fou vicepresidenta segona de l'IEC (Institut d'Estudis Catalans), institució on ha ocupat diversos càrrecs de responsabilitat. Entre març de 2019 i setembre de 2020 fou consellera de Cultura de la Generalitat de Catalunya, com a part del govern de Quim Torra. Posteriorment, el 4 de setembre del mateix any, va reingressar al cos de catedràtics de la Universitat de Girona, fins que es jubilà el 2022. Des de maig de 2021 és la presidenta de la Fundació Prudenci Bertrana.

## Biografia
El seu pare fou el sastre Josep Vilallonga. Nascuda a Girona, va créixer a Llagostera. Va estudiar primària a les carmelites del municipi i el batxillerat elemental a l'Institut de Girona. Posteriorment, va estudiar a l'Institut Jaume Vicens Vives de Girona. Va començar la carrera de Filosofia i Lletres a la Universitat de Girona, i es va llicenciar en Filologia Clàssica a la Universitat Autònoma de Barcelona. El mes de setembre de 1974 va llegir la seva tesina, L'estructura omfàlica a l'epístola Ad Pisones d'Horaci, dirigida per Àngel Anglada Anfruns. El mateix any va començar a treballar com a docent al Col·legi Universitari de Girona i es va casar el 1975.

### Universitat
Doctora en Filologia Clàssica per la Universitat Autònoma de Barcelona, és catedràtica de Filologia Llatina de la Universitat de Girona i directora de la Càtedra de Patrimoni Literari Maria Àngels Anglada - Carles Fages de Climent, des de la seva creació l'any 2004, i del grup de recerca de Patrimoni Literari. Ha dirigit projectes de recerca sobre les relacions entre els humanistes de la Corona d'Aragó i Europa durant els segles xv i xvi. En aquest àmbit destaquen el llibre La literatura llatina a Catalunya al segle XV i les seves aportacions sobre el cardenal i bisbe de Girona Joan Margarit i Pau i Jeroni Pau, de qui és especialista.
Coordina el grup de treball Studia Humanitatis, en què participen catorze investigadors d'Alemanya, Itàlia, el Regne Unit, Bèlgica i l'Estat espanyol. Ha creat una biblioteca virtual, accessible a través del web de l'Institut de Llengua i Cultura Catalanes de la UdG, on es poden trobar biografies dels principals humanistes catalans i alguns dels seus textos llatins.

### Acadèmia
Des del 28 de febrer de 2005 és membre numerari de l'Institut d'Estudis Catalans amb el número 255, on entre 2017 i 2019 fou la vicepresidenta de la institució. Ja ho havia sigut anteriorment, entre l'11 de novembre de 2010 i el 2013, en substitució de Joan Solà, mort el 27 d'octubre del 2010.
És vocal de la Junta de Govern i del Consell Assessor de la Institució de les Lletres Catalanes des de 2015. Ha estat membre del Consell de les Arts i la Cultura de Girona (2008-2011), membre del Consell Escolar de Catalunya (2011-2015), membre del Consell Social de Cultura de la Generalitat de Catalunya (2014-2015), presidenta del Consell Assessor de la Xarxa CRUSCAT (2010-2015), membre del Comitè Organitzador de les Commemoracions de la Generalitat de Catalunya (2011-2013) i coordinadora dels "Fulls" de la Revista de Girona (1985-2008). Des de 2004 és directora de la Càtedra de Patrimoni Literari Maria Àngels Anglada - Carles Fages de Climent de la Universitat de Girona (excepte període 2019-2020).

### Política
El 22 de març del 2019 va ser anunciada com a consellera de Cultura del govern de Quim Torra, en substitució de Laura Borràs. Borràs va deixar el càrrec per a presentar-se com a candidata independent a les eleccions generals espanyoles de 2019. Vilallonga fou nomenada consellera el dia 24 de març del mateix any i fou cessada el dia 3 de setembre de 2020. Posteriorment, es va tornar a reincorporar al cos de catedràtics de la Universitat de Girona i fou nomenada presidenta de la Fundació Prudenci Bertrana. Es jubilà el 2022.

## Publicacions
És autora de més d'una dotzena de monografies i de llibres. També ha traduït els Poemes francesos de Rainer M. Rilke (2011). Ha col·laborat amb diversos mitjans de comunicació (El Punt, Presència, Revista de Girona, Serra d'Or, La Vanguardia, Avui, Ara.)
- Vida i obra de Jeroni Pau (Resum de Tesi Doctoral) (1984)
- Jeroni Pau. Obres (dos volums, 1986, ISBN 978-84-7256-282-0)
- Els arbres (1986)
- Dos opuscles de Pere Miquel Carbonell (1988)
- Llengua i literatura de l'Edat Mitjana al Renaixement (1991) amb Albert Rossich
- La literatura llatina a Catalunya al segle xv. Repertori bio-bibliogràfic (1993, ISBN 978-84-7256-930-0)
- El Renaixement i l'Humanisme (2002, ISBN 978-84-8429-885-4)
- Atles literari de les terres de Girona (segles XIX i XX) (2003) amb Narcís-Jordi Aragó
- Johannes Burckard. Dietari secret (2003)
- Recrear Rodoreda Romanyà (2008)
- «Això no és Barcelona»: Visions catalanes de Nova York (2022 ISBN 9788418680113) amb Margarida Casacuberta

## Premis i reconeixements
El 26 d'abril del 2016, va rebre la Creu de Sant Jordi per la seva "recerca centrada en la literatura humanística llatina de la Corona d'Aragó".